# Elsa Öhrn
Elsa Öhrn (* 22. März 2003 in Schweden) ist eine schwedische Schauspielerin.

## Leben und Karriere
Elsa Öhrn wurde am 22. März 2003 in Schweden geboren. Ihr Debüt gab sie 2020 in dem Film Berts Katastrophen. Anschließend bekam sie 2021 in dem Netflixfilm Vinterviken die Hauptrolle. 2023 wird Öhrn in dem Film Ett sista race zu sehen sein.

## Filmografie
- 2020: Berts Katastrophen (Berts dagbok)
- 2021: Vinterviken
- 2023: Ett sista race
- 2023: Mord im Mittsommer (Fernsehserie, 2 Folgen)
- 2024: Främlingar (Fernsehserie, 6 Folgen)